# Bed and breakfast

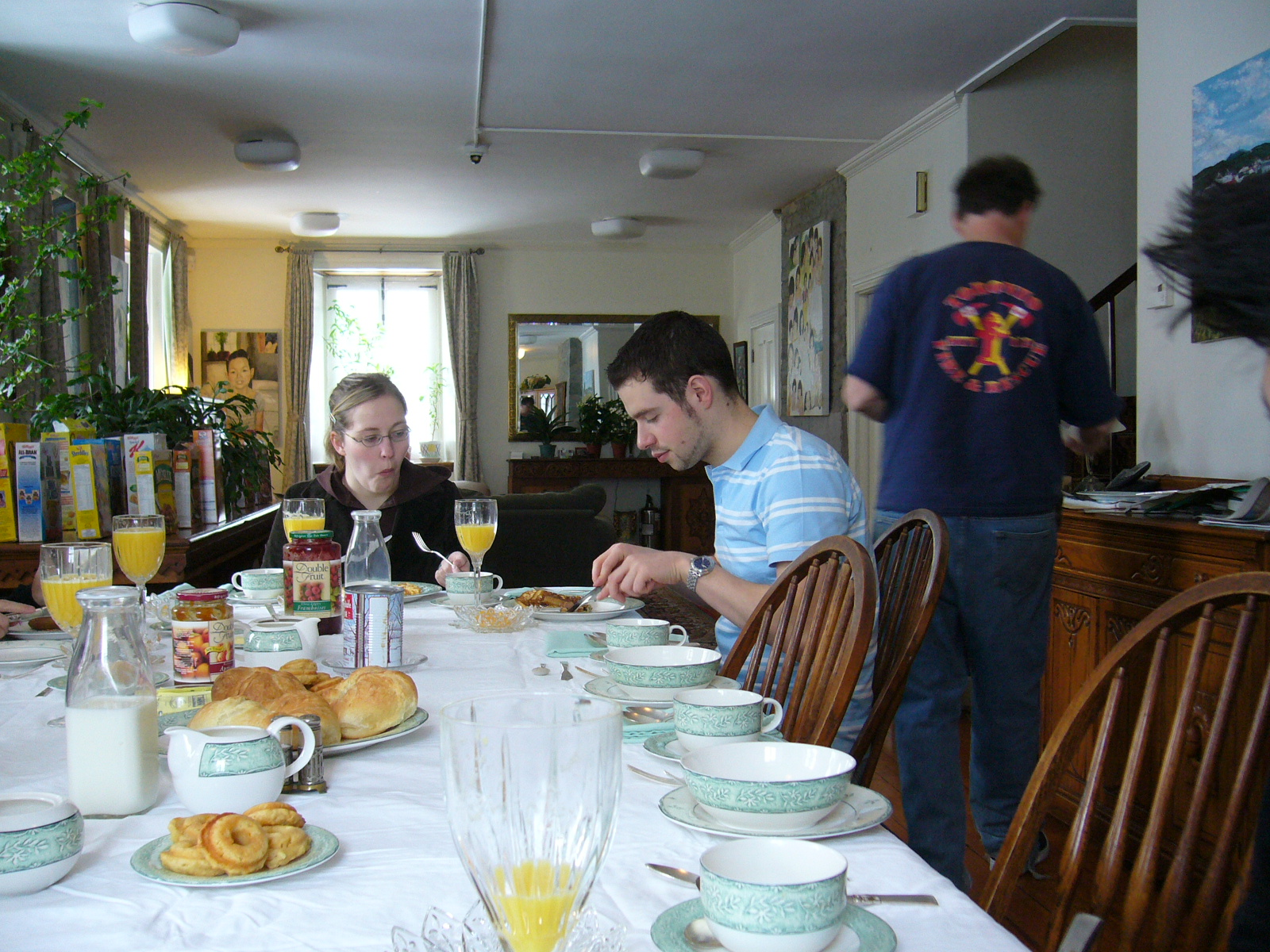
Desayuno en un Bed and Breakfast en Quebec City, Canadá

El bed and breakfast o en su forma abreviada B&B o BnB es un establecimiento hotelero que ofrece precios moderados. Es una expresión inglesa que se traduce como 'cama y desayuno'.
El concepto de B&B nació en Europa, pero en los años 1960 se introdujo en Estados Unidos y hoy es conocido en todo el mundo. Básicamente, se trata de un alojamiento sencillo en una casa con menos de diez habitaciones disponibles, que ha sido restaurada o acondicionada para estos efectos. Se caracteriza por un ambiente familiar y hogareño, por cuanto es usual que los Dueños del B&B vivan en el mismo inmueble.
Este tipo de Alojamiento suele ser frecuentado por turistas que desean viajar de forma económica y permanecer poco tiempo en un lugar.